# Dopvrucht

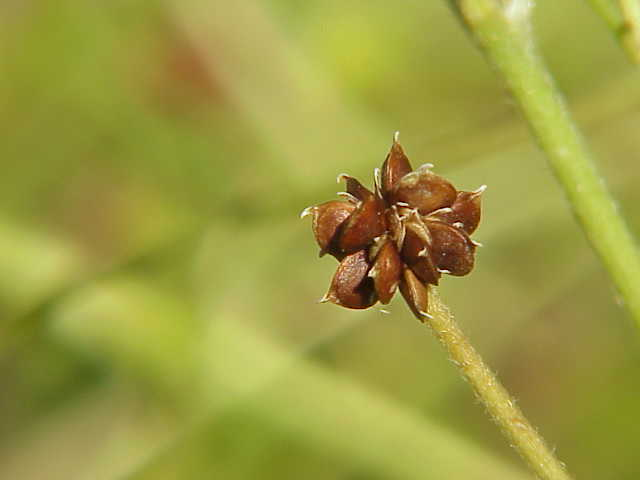
enkele, kale dopvrucht van de Scherpe boterbloem

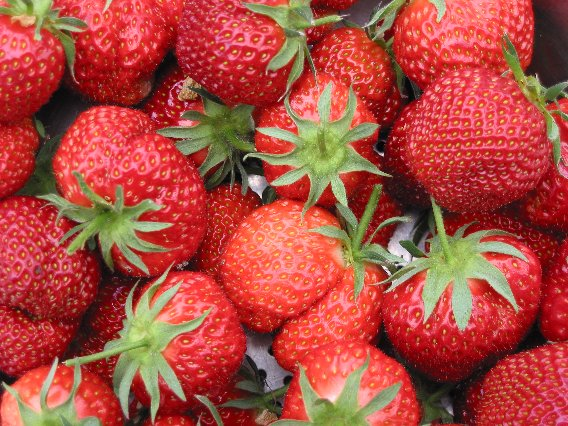
veelvoudige dopvrucht bij aardbei

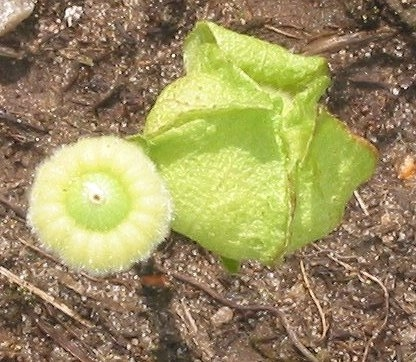
veeldelige splitvrucht van Muskuskaasjeskruid

Een dopvrucht (achenium) is een droge, eenzadige, niet openspringende vrucht. Bij de dopvrucht zijn de zaadhuid en de vruchtwand niet met elkaar vergroeid. De vruchtwand kan leerachtig of zoals bij noten verhout zijn.
Aan de vrucht kan een snavel zitten, zoals bij de scherpe boterbloem. Daarnaast kunnen de dopvruchten kaal of behaard zijn.
Er worden de volgende dopvruchten onderscheiden:
- Enkele dopvrucht (Scherpe boterbloem)
  - Noot. Een noot is een enkele dopvrucht, waarvan de vruchtwand verhout is, zoals bij hazelnoot, eikel, beukenoot, linde, kastanje
  -  Nootje (dikwijls met vruchtpluis) (composieten, zoals paardenbloem, klein kruiskruid)
- Gevleugelde noot (es, iep)
- Dubbele dopvrucht
  -  Gevleugelde dopvrucht, samara (esdoorn)
- Veelvoudige dopvrucht (aardbei)
- Splitvrucht. Een splitvrucht splitst zich bij rijpheid in afzonderlijke dopvruchten
  - Tweedelige splitvrucht (gewone berenklauw, fluitenkruid, zevenblad)
    -  Gevleugelde splitvrucht (esdoorn)

  - Driedelige splitvrucht (Oost-Indische kers, moeraszoutgras)
  - Vierdelige splitvrucht (witte dovenetel, gewone smeerwortel)
  - Vijfdelige splitvrucht (reigersbek)
  - Veeldelige splitvrucht
  -  (groot kaasjeskruid, muskuskaasjeskruid)